# Прагматична санкција
Прагматична санкција (лат. Sanctio pragmatica) јест акт светоримског цара Карла VI кога је донео 19. априла 1713. године.

## Одредбе
Карло је био једини мушки потомак Хабзбуршке династије па је желео осигурати престо и за женску лозу своје династије. Као узор му је послужила Хрватска прагматична санкција коју је Хрватски сабор донео годину дана раније. Прагматична санкција је имала три тачке:
- Земље Хабзбуршке монархије не смеју се делити или себи изабрати другог владара осим члана династије Хабзбург.
- Након смрти Карла VI, а у случају да он нема мушке потомке, престо ће преузети његове кћери и њихови законити потомци по начелу примогенитуре.
- Изумре ли Карлова лоза, престо ће наследити кћери његовог брата Јозефа I и њихови законити потомци по начелу примогенитуре.

Карло се читавог живота трудио да наговори европске монархе да признају Прагматичну санкцију. У томе није имао много успеха. Умро је 1740. године, а наследила га је најстарија кћи Марија Терезија. Долазак жене на власт изазваће Рат за аустријско наслеђе у којем је Марија успела да одбрани своје право на престо, али је изгубила Шлезију (Ахенски мир).
Прагматичном санкцијом је наговештена будућа дуалистичка владавина у Монархији будући да је у наследним аустријским земљама била неоспорна власт цара, а у изборним земљама круне светог Стефана — Угарског сабора.